# Jesper J. Rubin
Jesper Daniel Rubin, känd som Jesper J. Rubin, ursprungligen Jansson, född 28 mars 1989 i Karlskrona, Blekinge län, är en svensk journalist och legitimerad läkare- och tandläkare. Tidigare var han programledare i radio, känd från nattsändningarna i P3 och P4.
Som 19-åring blev han en av de yngsta programledarna i nationell radio i Sverige när han våren 2008 blev programledare för Vaken med P3 och P4 i Sveriges Radio. Han har även bland annat arbetat på SR Blekinge.